# Valoria la Buena
Valoria la Buena – gmina w Hiszpanii, w prowincji Valladolid, w Kastylii i León, o powierzchni 43,31 km². W 2011 roku gmina liczyła 698 mieszkańców.